# Prix Marcel-Boussac
Groupe 1
Le prix Marcel-Boussac est une course hippique de plat se déroulant la première fin de semaine du mois d'octobre, le jour du prix de l'Arc de Triomphe, sur l'hippodrome de Longchamp.
C'est une course de Groupe 1 réservée aux pouliches de 2 ans.
Le prix Marcel-Boussac se court sur la distance de 1 600 mètres, sur la grande piste de Longchamp, et son allocation s'élève à 400 000 €. La première édition remonte à 1969 et portait le nom de critérium des Pouliches. Elle a été rebaptisée en 1980 en l'honneur de Marcel Boussac, propriétaire-éleveur.
Elle se déroule le même jour que le prix de l'Arc de Triomphe, le prix du Cadran, le prix de l'Abbaye de Longchamp, le prix de l'Opéra et le prix Jean-Luc-Lagardère.
En remportant la course en selle sur Tiger Tanaka, Jessica Marcialis devient, en 2020, la première femme jockey à remporter un groupe 1 en France.

## Palmarès depuis 1984
| Année | Vainqueur          | Pays        | Père            | Jockey                | Entraîneur             | Propriétaire                | Deuxième           | Troisième          | Temps   |
| ----- | ------------------ | ----------- | --------------- | --------------------- | ---------------------- | --------------------------- | ------------------ | ------------------ | ------- |
| 2024  | Vertical Blue      | France      | Mehmas          | Alexis Pouchin        | Francis-Henri Graffard | Gemini Stud                 | Zarigana           | Exactly            | 1'38"60 |
| 2023  | Opera Singer       | Irlande     | Justify         | Ryan Moore            | Aidan O'Brien          | Coolmore                    | Rose Bloom         | Les Pavots         | 1'36"40 |
| 2022  | Blue Rose Cen      | France      | Churchill       | Aurélien Lemaître     | Christopher Head       | Yeguada Centurion           | Gan Teorainn       | Never Ending Story | 1'40"45 |
| 2021  | Zellie             | France      | Wootton Bassett | Oisin Murphy          | André Fabre            | Al Wasmiyah Farm            | Times Square       | Oscula             | 1'42"67 |
| 2020  | Tiger Tanaka       | France      | Clodovil        | Jessica Marcialis     | Charley Rossi          | Miguel Castro Megias        | Tasmania           | Rougir             | 1'43"13 |
| 2019  | Albigna            | Irlande     | Zoffany         | Shane Foley           | Jessica Harrington     | Famille Niárchos            | Marieta            | Flighty Lady       | 1'41"26 |
| 2018  | Lily's Candle      | France      | Style Vendôme   | Pierre-Charles Boudot | Fabrice Vermeulen      | Martin Schwartz             | Matematica         | Star Terms         | 1'38"98 |
| 2017* | Wild Illusion      | Royaume-Uni | Dubawi          | James Doyle           | Charlie Appleby        | Écurie Godolphin            | Polydream          | Mission Impassible | 1'37"47 |
| 2016* | Wuheida            | Royaume-Uni | Dubawi          | William Buick         | Charlie Appleby        | Écurie Godolphin            | Promise To Be True | Dabyah             | 1'35"85 |
| 2015  | Ballydoyle         | Irlande     | Galileo         | Ryan Moore            | Aidan O'Brien          | Coolmore                    | Turret Rocks       | Qemah              | 1'35"44 |
| 2014  | Found              | Irlande     | Galileo         | Ryan Moore            | Aidan O'Brien          | Coolmore                    | Ervedya            | Jack Naylor        | 1'37"45 |
| 2013  | Indonésienne       | France      | Muhtahir        | Flavien Prat          | Christophe Ferland     | Wertheimer & Frère          | Lesstalk In Paris  | Queen Catrine      | 1'38"74 |
| 2012  | Silasol            | France      | Monsun          | Olivier Peslier       | Carlos Laffon-Parias   | Wertheimer & Frère          | Topaze Blanche     | Alterite           | 1'44"62 |
| 2011  | Elusive Kate       | Royaume-Uni | Elusive Quality | William Buick         | John Gosden            | Magnolia Racing             | Fire Lily          | Zantenda           | 1'38"10 |
| 2010  | Misty For Me       | Irlande     | Galileo         | Johnny Murtagh        | Aidan O'Brien          | Coolmore                    | Helleborine        | Rainbow Springs    | 1'42"50 |
| 2009  | Rosanara           | France      | Sinndar         | Christophe Soumillon  | Alain de Royer-Dupré   | S.A. Aga Khan               | On Verra           | Joanna             | 1'37"20 |
| 2008  | Proportional       | France      | Beat Hollow     | Stéphane Pasquier     | Christiane Head-Maarek | Khalid Abdullah             | Elusive Wave       | Copperbeech        | 1'36"00 |
| 2007  | Zarkava            | France      | Zamindar        | Christophe Soumillon  | Alain de Royer-Dupré   | S.A. Aga Khan               | Conference Call    | Mad About You      | 1'37"00 |
| 2006  | Finsceal Beo       | Irlande     | Mr Greeley      | Kevin Manning         | Jim Bolger             | Michael Ryan                | Darrfonah          | Legerete           | 1'34"90 |
| 2005  | Rumplestiltskin    | Irlande     | Danehill        | Kieren Fallon         | Aidan O'Brien          | Coolmore & Famille Niárchos | Quiet Royal        | Deveron            | 1'37"30 |
| 2004  | Divine Proportions | France      | Kingmambo       | Christophe Lemaire    | Pascal Bary            | Famille Niárchos            | Titian Time        | Fraloga            | 1'36"70 |
| 2003  | Denebola           | France      | Storm Cat       | Christophe Lemaire    | Pascal Bary            | Famille Niárchos            | Green Noon         | Tulipe Royale      | 1'40"90 |
| 2002  | Six Perfections    | France      | Celtic Swing    | Thierry Thulliez      | Pascal Bary            | Famille Niárchos            | Etoile Montante    | Luminata           | 1'37"90 |
| 2001  | Sulk               | Royaume-Uni | Selkirk         | Frankie Dettori       | John Gosden            | James Wigan                 | Danseuse d'Étoile  | Kournakova         | 1'43"00 |
| 2000  | Amonita            | France      | Anabaa          | Thierry Jarnet        | Pascal Bary            | Mme Paul de Moussac         | Karasta            | Choc Ice           | 1'36"30 |
| 1999  | Lady of Chad       | France      | Last Tycoon     | Olivier Peslier       | Richard Gibson         | John Martin                 | New Story          | Lady Vettori       | 1'44"90 |
| 1998  | Juvenia            | France      | Trempolino      | Olivier Doleuze       | Christiane Head-Maarek | Wertheimer & Frère          | Crystal Downs      | Blue Cloud         | 1'41"30 |
| 1997  | Loving Claim       | France      | Hansel          | Olivier Doleuze       | Christiane Head-Maarek | Maktoum Al Maktoum          | Isle de France     | Plaisir des Yeux   | 1'37"60 |
| 1996  | Ryafan             | Royaume-Uni | Lear Fan        | Frankie Dettori       | John Gosden            | Khalid Abdullah             | Yashmak            | Family Tradition   | 1'39"80 |
| 1995  | Miss Tahiti        | France      | Tirol           | Olivier Peslier       | André Fabre            | Daniel Wildenstein          | Shake The Yoke     | Solar Crystal      | 1'40"20 |
| 1994  | Macoumba           | France      | Mr. Prospector  | Freddy Head           | Christiane Head-Maarek | Haras d'Etreham             | Piquetnol          | Chrysalu           | 1'43"80 |
| 1993  | Sierra Madre       | France      | Baillamont      | Gérald Mossé          | Pascal Bary            | Jean-Louis Bouchard         | Flagbird           | Mehthaaf           | 1'45"40 |
| 1992  | Gold Splash        | France      | Blushing Groom  | Gérald Mossé          | Christiane Head-Maarek | Wertheimer & Frère          | Kindergarten       | Love of Silver     | 1'44"90 |
| 1991  | Culture Vulture    | Royaume-Uni | Timeless Moment | Richard Quinn         | Paul Cole              | Christopher Wright          | Hatoof             | Verveine           | 1'40"60 |
| 1990  | Shadayid           | Royaume-Uni | Shadeed         | Willie Carson         | John L. Dunlop         | Hamdan Al Maktoum           | Caerlina           | Sha Tha            | 1'40"70 |
| 1989  | Salsabil           | Royaume-Uni | Sadler's Wells  | Willie Carson         | John L. Dunlop         | Hamdan Al Maktoum           | Houseproud         | Alchi              | 1'40"30 |
| 1988  | Mary Linoa         | France      | L'Emigrant      | Alain Lequeux         | David Smaga            | David Smaga                 | Rose de Crystal    | Reine du Ciel      | 1'41"20 |
| 1987  | Ashayer            | Royaume-Uni | Lomond          | Willie Carson         | John L. Dunlop         | Hamdan Al Maktoum           | Riviere d'Or       | Harmless Albatross | 1'37"40 |
| 1986  | Miesque            | France      | Nureyev         | Freddy Head           | François Boutin        | Stávros Niárchos            | Milligram          | Sakura Reiko       | 1'37"50 |
| 1985  | Midway Lady        | France      | Alleged         | Lester Piggott        | Ben Hanbury            | Harry Ranier                | Fieldy             | Riverbride         | 1'37"90 |
| 1984  | Triptych           | France      | Riverman        | Alain Lequeux         | David Smaga            | Alan Clore                  | Silvermine         | Coup de Folie      | 1'46"70 |

* Éditions disputées à Chantilly.

## Précédentes lauréates
- 1969 - Vela
- 1970 - Two to Paris
- 1971 - Dark Baby
- 1972 - Allez France
- 1973 - Hippodamia
- 1974 - Oak Hill
- 1975 - Theia
- 1976 - Kamicia
- 1977 - Tarona
- 1978 - Pitasia
- 1979 - Aryenne
- 1980 - Tropicaro
- 1981 - Play It Safe
- 1982 - Goodbye Shelley
- 1983 - Almeira